# Mactan
Mactan è un'isola delle Filippine, che dista pochi chilometri dall'isola di Cebu.

## Geografia
L'isola fa parte della provincia di Cebu e comprende la città di Lapu-Lapu e la municipalità di Cordova. È separata dall'isola di Cebu dal canale di Mactan e alla quale è collegata da due grandi ponti che collegano l'isola alla città di Mandaue: il ponte Osmeña - lungo 864 m e intitolato al presidente delle Filippine Sergio Osmeña (1878-1961) - e il ponte Marcelo Fernan (lungo 1.237 m e intitolato al politico Marcelo Fernan (1927-1999). 5 km a sud-ovest dell'isola vi è invece la più piccola isola di Olango, al di là del canale di Hilutungan.

## Storia
È proprio sull'isola di Mactan che morì il navigatore Ferdinando Magellano il 27 aprile del 1521, all'età di 41 anni.
Poiché il re dell'isola, Lapulapu, aveva rifiutato di sottomettersi al nuovo re di Spagna Carlo V, fu attaccato all'alba del 27 aprile da tre navi che trasportavano una sessantina di uomini, di cui 48 pesantemente armati. Gli assalitori furono respinti però fino alla riva, sotto una pioggia di frecce. Inizialmente ferito ad una gamba da uno di questi proiettili, Magellano morì poco dopo sopraffatto dalle forze indigene. Il corpo del capitano fu abbandonato in mano ai nemici e non poté essere recuperato.

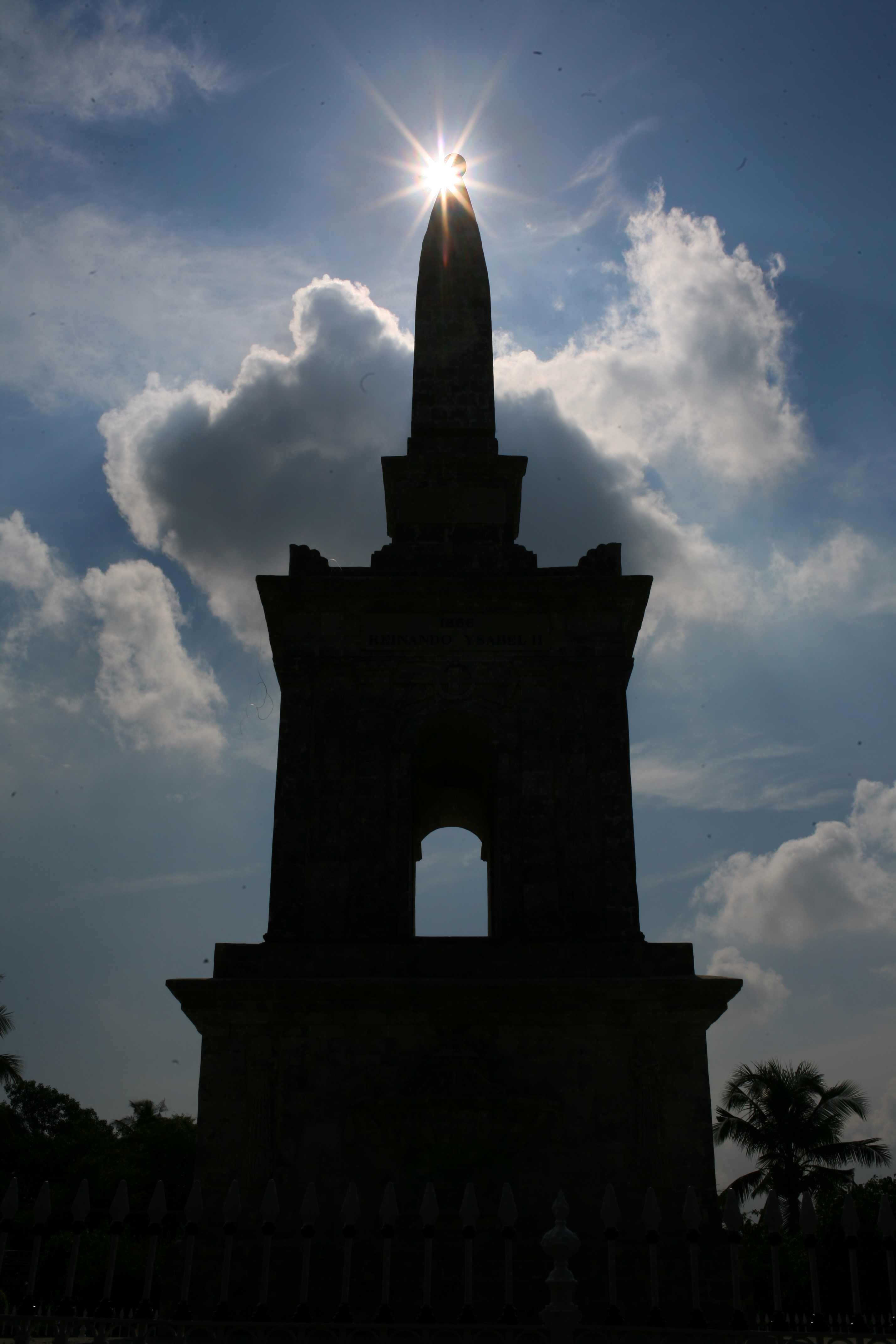
Il monumento a Magellano

Lapulapu fu considerato come un eroe filippino, eletto a simbolo nazionale della resistenza contro la Spagna colonizzatrice. 
È appunto per questa ragione che venne citato, sotto il nome di re Kalipulako di Maktan, nell'atto di proclamazione d'indipendenza del popolo filippino del 1898, come colui che segnò l'indipendenza delle Filippine dalla Corona spagnola dopo tre secoli di colonizzazione. 
L'intervento degli USA come sostegno durante la lotta per l'indipendenza, una delle conseguenze della guerra ispano-americana del 1898 che ebbe luogo nell'Oceano Pacifico, portò ad una nuova colonizzazione che tuttavia terminò dopo la seconda guerra mondiale.
Una statua bronzea alta quattro metri e raffigurante Lapulapu, fu eretta sull'isola di Mactan, a Punta Engaño, non lontano dal monumento innalzato al suo celebre avversario Magellano.

## Economia
L'Aeroporto internazionale di Lapu-Lapu-Mactan, il secondo più importante di tutta la nazione, è situato sull'isola di Mactan.
Oltre a questo, oggi l'isola è conosciuta per i suoi stabilimenti industriali, che sono tra le imprese di maggior successo delle Filippine. Molti di essi si trovano nella Mactan Export Processing Zone (MEPZ), una zona industriale tax-free inaugurata nel 1979 che comprende più di 35 imprese, di cui circa la metà sono di proprietà giapponese.
Molto importanti per l'isola sono anche il settore turistico d'alta classe e la produzione di mobili, chitarre, ukulele ed altri strumenti musicali.
Sull'isola è presente anche l'unico acquario delle Visayas, il Mactan Island Aquarium.